# Налоговое гашение

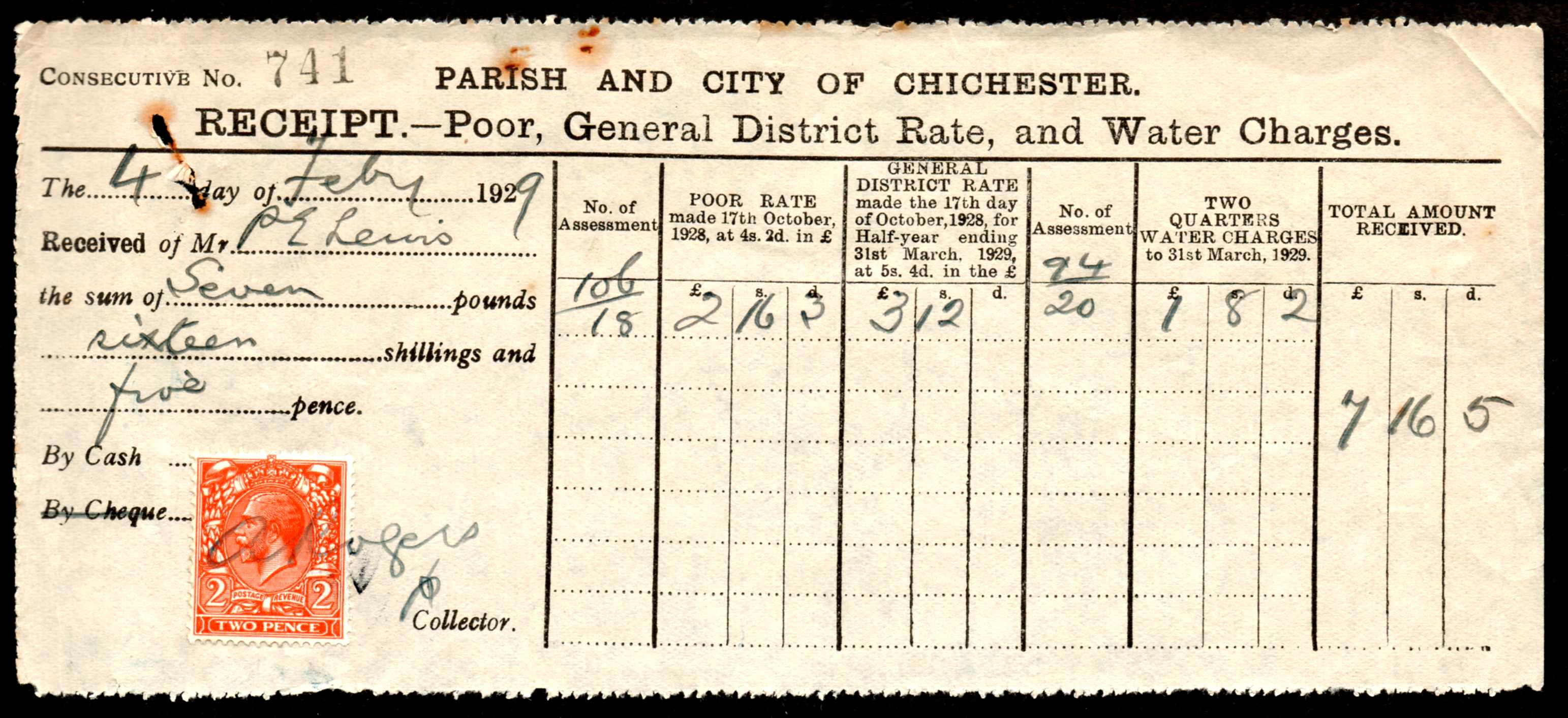
Квитанция с наклеенной почтовой маркой Великобритании и налоговым гашением (1929)

Нало́говое гаше́ние, или фиска́льное гаше́ние (англ. fiscal cancel), — в филателии гашение на марке, указывающее на использование марки в фискальных (непочтовых) целях.

## Описание
Маркой, на которую накладывается налоговое гашение, может быть либо гербовая марка, предназначенная чисто для фискального использования, либо марка, пригодная как для почтового, так и для фискального (непочтового) использования.
Налоговое гашение можно встретить и на почтовых отправлениях.
В каталогах почтовых марок («Михель», «Скотт» и др.) налоговое (фискальное) гашение условно обозначается символом .

## Виды налоговых гашений
Налоговые гашения могут принимать самые разные формы:
- Гашение пером (от руки) в виде простого креста, инициалов или иных пометок.
- Перфин или гашение пробоем (проколом), то есть посредством нанесения отверстий.
- Тиснение.
- Повреждение поверхности марки с помощью рифлёного или зубчатого валика.
- Множественные параллельные надрезы[4][5].
- Гашение ручным штемпелем аналогично почтовому штемпелю на почтовой марке, оттиск которого может наноситься не чёрного, применяемого для гашения почтовых марок, а фиолетового или красного цвета. Обычно это служебные ручные штемпели общин или частных компаний, имеющие преимущественно форму эллипса или круга[2].
- Надрывание или иное физическое повреждение марки.

Примеры налоговых гашений разных стран
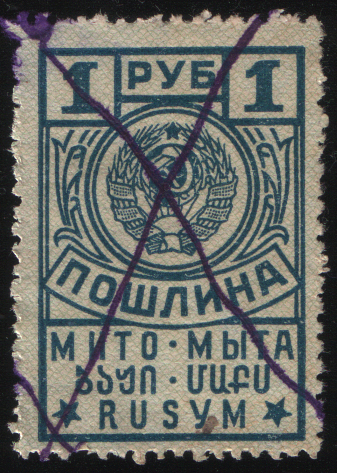
Гербовая марка СССР, погашенная налоговым гашением пером
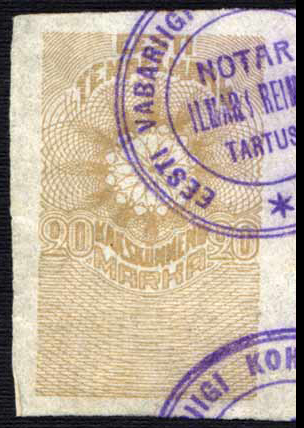
Гербовая марка Эстонии, погашенная ручным штемпелем фиолетового цвета
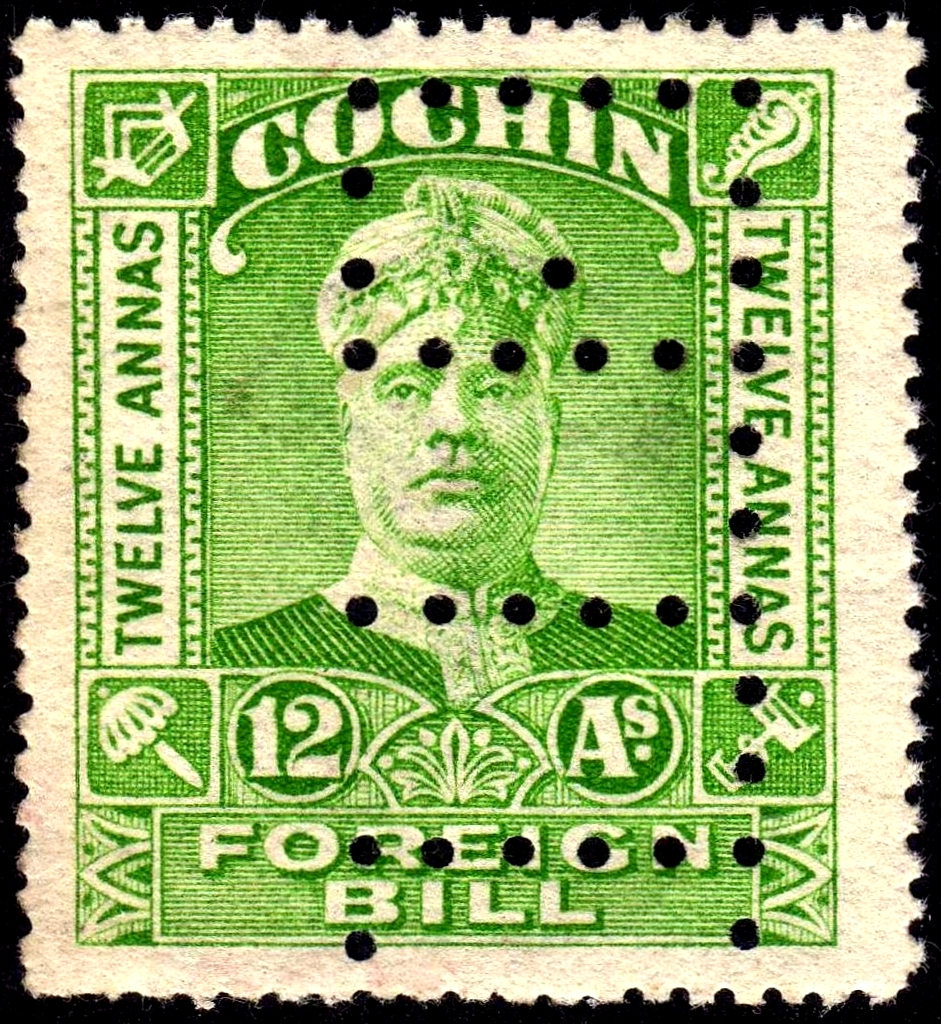
Гербовая марка Кочина, погашенная нанесением перфина
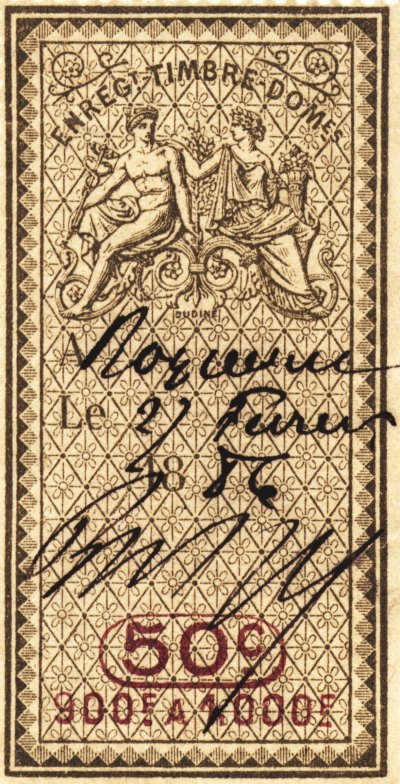
Французская гербовая марка с рукописным гашением
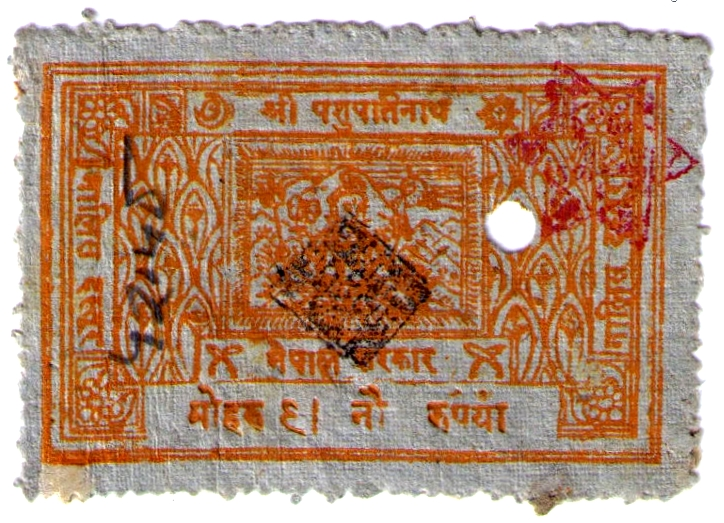
Гербовая марка Непала для уплаты судебной пошлины с гашением пробоем, а также ручными штемпелями
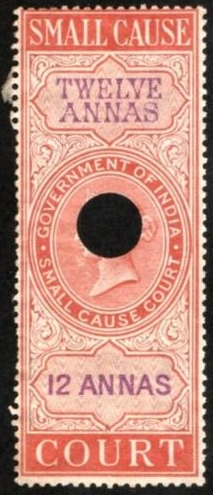
Фискальная марка Индии с гашением пробоем

## Филателистическая ценность
Почтовые марки, пригодные для использования как в фискальных, так и в почтовых целях, зачастую стоят меньше, если были использованы фискальным образом, по сравнению с марками, прошедшими почту.